# 대한민국 형법 제56조
대한민국 형법 제56조는 가중감경의 순서에 대한 형법총칙의 조문이다.

## 조문
제56조(가중감경의 순서) 형을 가중감경할 사유가 경합된 때에는 다음 순서에 의한다.
1. 각칙 본조에 의한 가중
2. 제34조제2항의 가중
3. 누범가중
4. 법률상감경
5. 경합범가중
6. 작량감경
第56條(加重減輕의 順序) 刑을 加重減輕할 事由가 競合된 때에는 다음 順序에 依한다.
1. 各則 本條에 依한 加重
2. 第34條第2項의 加重
3. 累犯加重
4. 法律上減輕
5. 競合犯加重
6. 酌量減輕

## 참고 문헌
- 신이철, 형법총론, 경찰승진연구회, 2005. ISBN 9788988777886
- 조현욱, 형법총론강의, 진원사, 2008 ISBN 9788990904621
- 손동권, 형법총론, 栗谷出版社, 2011. ISBN 9788991830936
- 최성진. (2024). 형법 제55조, 제56조의 법률상 감경을 둘러싼 법적 제 문제. 법학연구, 32(1), 215-235.